# Josef Niedermayer
Josef Niedermayer (ur. 11 kwietnia 1920, zm. 28 maja 1947 w Landsberg am Lech) – zbrodniarz hitlerowski, oficer raportowy w obozie koncentracyjnym Mauthausen oraz SS-Unterscharführer.
Do personelu Mauthausen należał od kwietnia 1942 do maja 1945. Pełnił tam funkcje kierownika obozowego więzienia i bloku 20 (będącego blokiem śmierci), a następnie Rapportführera, czyli oficera raportowego odpowiedzialnego za apele więźniów. Przeprowadzał liczne egzekucje i torturował więźniów. Odpowiadał między innymi za zrzucanie więźniów z klifu okolicznego kamieniołomu i zmuszanie ich do wchodzenia w strefę drutów kolczastych, gdzie byli oni zabijani przez wartowników SS. Oprócz tego Niedermayer brał także udział w mordowaniu więźniów w komorach gazowych. Jego zadaniem było grabienie mienia ofiar przed ich zagazowaniem.
Po wojnie został osądzony przez amerykański Trybunał Wojskowy w procesie załogi Mauthausen-Gusen (US vs. Johann Altfuldisch i inni) i skazany na śmierć. Wyrok wykonano przez powieszenie pod koniec maja 1947.